# Har Gobind Khorana
Har Gobind Khorana (Multán, 1922. január 9. – Concord, 2011. november 9.) indiai-amerikai biokémikus, molekuláris biológus. Marshall W. Nirenberggel és Robert W. Holley-val közösen elnyerte az 1968. évi orvostudományi Nobel-díjat a genetikai kód megfejtéséért.

## Tanulmányai és munkahelyei
Har Gobind Khorana egy nyugat-pandzsábi (akkor Brit India, ma Pakisztán) kis faluban született. Pontos születési dátuma nem ismert, dokumentumaiban 1922. január 9. szerepel. Családja szegény volt, hindu vallású apja a brit közigazgatás adóhivatalnokaként dolgozott. A család öt gyermeke közül (négy fiú és egy lány) ő volt a legfiatalabb. A rossz anyagi körülmények ellenére apjuk mindent megtett, hogy gyerekei jó nevelést kapjanak: a százfős faluban gyakorlatilag csak ők tudtak írni-olvasni.
Khorana Multan városába járt középiskolába, ezután beiratkozott a lahori Pandzsábi Egyetemre. 1943-ban kapta meg B.Sc., 1945-ben M.Sc. oklevelét. Ugyanebben az évben az indiai kormány ösztöndíjával Liverpoolba utazott, és az ottani egyetemen szerezte meg PhD fokozatát 1948-ban. Ezután egy évet Zürichben dolgozott a Nobel-díjas Vladimir Prelognál, majd 1949 őszén rövid időre hazatért Indiába.
Hamarosan visszatért Angliába, ahol sikerült ösztöndíjat szereznie és Cambridge-ben együtt dolgozhatott Alexander R. Toddal, aki a nukleotidszintézisben végzett munkájáért 1957-ben kapott kémiai Nobel-díjat. 1952-ben Khorana meghívást kapott a British Columbiai Egyetemre és Vancouverbe költözött. Kutatási témájában szabad kezet kapott az egyetemtől és korábbi témáinak megfelelően nukleinsavakkal és biológiailag releváns foszfátészterekkel foglalkozott.
1960-tól kezdve a Wisconsini Egyetem Enzimkutatói Intézetében dolgozott és megkapta az amerikai állampolgárságot is. 1970-től az MIT biológia- és kémiaprofesszora volt: itt dolgozott egészen 2007-es visszavonulásáig.

## Tudományos munkássága
Miután Watson és Crick megfejtette a DNS szerkezetét, a biológia következő nagy kérdése az volt, miképp íródik át a nukleinsavak bázissorrendje a fehérjék aminosavszekvenciájává. Az első lépést Marshall Nirenberg tette meg 1951-ben, amikor poliuracil (UUUUU.. kódú) RNS-ről sejtmentes fehérjeszintetizáló rendszerben csak fenil-alanint tartalmazó polipeptidet kapott és így kimutatta, hogy a fenilalanin kódja az UUU. Hamarosan kiderült az is, hogy a többi egyforma nukleotidból álló triplet milyen aminosavat kódol. A többi – nehezebben megfejthető – kódot Khorana derítette fel gondos, aprólékos munkával. Ismétlődő sorrendű (pl. UCUCUCU, ami két kódot foglal magába UCU és CUC) oligonukleotidokat szintetizált és fehérjékké íratta át őket, így feltérképezve az összes lehetséges kombinációt. Khorana és csapata felderítette a genetikai kódot, azt a módot, ahogyan a DNS információja áttevődik a fehérjék aminosavsorrendjére és ezért 1968-ban Niremberggel és a transzfer-RNS bázissorrendjét felderítő Robert W. Holley-val közösen orvostudományi Nobel-díjban részesült.
A későbbiekben továbbfejlesztette polinukleotid-szintetizáló technikáit. 1970-ben bejelentette, hogy szintetikusan előállította az élesztő egyik génjét. Ezekkel a technikákkal lehetővé vált bármilyen szekvenciájú rövid DNS-darabok elkészítése, és megalapozta a molekuláris biológiát forradalmasító polimeráz-láncreakció (PCR) kifejlesztését.
A 70-es évek közepétől a bakteriorodpszint (baktériumok sejtmembránjában található fehérje, amely a fényt közvetlenül alakítja át kémiai energiává) majd a gerincesek fényérzékelésében is alapvető rodopszint tanulmányozta.

## Családja
Har Gobind Khorana 1952-ben vette feleségül a svájci Esther Elizabeth Siblert. Három gyermekük született, Julia Elizabeth, Emily Anne és Dave Roy.
Har Gobind Khorana 2011. november 9-én hunyt el, 89 évesen a massachusettsi Concord városában.

## Emlékezete
2007-ben a Wisconsin–Madison Egyetem, az indiai kormány és az Indiai-Amerikai Tudományos és Technológiai Fórum közösen létrehozta a Khorana-programot, amely az indiai és amerikai kutatók közös munkáját, a vidékfejlesztést és élelmiszerbiztonságot hivatott fejleszteni.

## Fordítás
- Ez a szócikk részben vagy egészben  a   Har Gobind Khorana című angol Wikipédia-szócikk ezen változatának fordításán alapul.  Az eredeti cikk szerkesztőit annak laptörténete sorolja fel. Ez a jelzés csupán a megfogalmazás eredetét és a szerzői jogokat jelzi, nem szolgál a cikkben szereplő információk forrásmegjelöléseként.